# Fujiwara no Ariie
Fujiwara no Ariie (藤原有家; 1155 – 1216) è stato un poeta giapponese waka del tardo periodo Heian e il primo periodo Kamakura.
È considerato uno dei Trentasei nuovi immortali della poesia (新三十六歌仙 Shin Sanjūrokkasen).

## Biografia
Nel 1167 ricevette il titolo di nobile e nel 1178 divenne uno shōnagon. Dopo l'era Kenkyū, divenne famoso come poeta. Terzo figlio dell'Assistente Governatore Generale Senior di Dazaifu (Kyūshū) Fujiwara no Shige'ie (藤原重家), Ariie ha beneficiato di potenti legami materni (sua madre era la figlia del Consigliere Medio Fujiwara no Ienari 藤原家成) e ha raggiunto le vette di Ministro del Tesoro al Junior Third Rank.

## Opera poetica
Come poeta era ritenuto abile nella poesia cinese, oltre che in quella giapponese. Era un membro della scuola Rokujō, ma aveva stretti legami con la scuola Mikohidari di Teika e, come rappresentante della scuola Rokujō nell'Ufficio di poesia, fu scelto come uno dei compilatori della raccolta imperiale Shin Kokin Wakashū insieme a Fujiwara no Teika, Fujiwara no Ietaka, Jakuren, Minamoto no Michitomo e Asukai Masatsune. Diventò monaco buddista nel 1215 e si fece chiamare Jakuin.
Morì nel 1216.